# Stockton (Kansas)
Stockton è un comune degli Stati Uniti d'America, situato nello Stato del Kansas, nella Contea di Rooks, della quale è il capoluogo.